# Александрово (Чаусский район)
Александро́во (бел. Александрова) — деревня в составе Волковичского сельсовета Чаусского района Могилёвской области Республики Беларусь.

## Географическое положение
Расположена в живописном месте чаусской равнины рядом со смешанными лесами.

## Население
- 2010 год — 23 человека
- 2013 год — 20 человек